# Burundi op de Olympische Zomerspelen 1996
Burundi nam deel aan de Olympische Zomerspelen 1996 in Atlanta, Verenigde Staten. Het was de eerste keer dat Burundi kon deelnemen, want het Burundees olympisch comité werd pas in 1993 erkend. De atleet Vénuste Niyongabo won de eerste medaille voor Burundi: goud op de 5000 meter in de Atletiek.

## Medailles
| Sport    | Olympiër          | Onderdeel  | Medaille |
| -------- | ----------------- | ---------- | -------- |
| Atletiek | Vénuste Niyongabo | 5000 m (m) | Goud     |

## Deelnemers en resultaten per onderdeel

### Atletiek
| Olympiër             | Discipline   | Resultaat | Prestatie                                                                         |
| -------------------- | ------------ | --------- | --------------------------------------------------------------------------------- |
| Arthémon Hatungimana | 800m (m)     | 9e        | serie 6: 1ste in 1.47,10 halve finale 2: 4de in 1.44,92                           |
| Charles Nkazamyampi  | 800m (m)     | 35e       | serie 4: 6de in 1.47,95                                                           |
| Dieudonné Kwizéra    | 1500m (m)    | 3e        | serie 5: 6de in 3.41,45                                                           |
| Vénuste Niyongabo    | 5000m (m)    | Goud      | serie 3: 3de in 13.54,53 halve finale 2: 2de in 14.03,48 finale: 1ste in 13.07,96 |
| Aloÿs Nizigama       | 10000m (m)   | 4e        | serie 1: 4de in 27.53,21 finale: 4de in 27.33,96                                  |
| Tharcisse Gashaka    | marathon (m) | 90e       | 2:32.55                                                                           |
|                      |              |           |                                                                                   |
| Justine Nahimana     | 10000m (v)   | 33e       | serie 2: 18de in 35.58,51                                                         |

Afghanistan · Albanië · Algerije · Amerikaanse Maagdeneilanden · Amerikaans-Samoa · Andorra · Angola · Antigua‑Barbuda · Argentinië · Armenië · Aruba · Australië · Azerbeidzjan · Bahama's · Bahrein · Bangladesh · Barbados · België · Belize · Benin · Bermuda · Bhutan · Bolivia · Bosnië en Herzegovina · Botswana · Brazilië · Britse Maagdeneilanden · Brunei · Bulgarije · Burkina Faso · Burundi · Cambodja · Canada · Centraal-Afrikaanse Republiek · Chili · China · Chinees Taipei · Colombia · Comoren · Congo-Brazzaville · Cookeilanden · Costa Rica · Cuba · Cyprus · Denemarken · Djibouti · Dominica · Dominicaanse Republiek · Duitsland · Ecuador · Egypte · El Salvador · Equatoriaal-Guinea · Estland · Ethiopië · Fiji · Filipijnen · Finland · Frankrijk · Gabon · Gambia · Georgië · Ghana · Grenada · Griekenland · Groot-Brittannië · Guam · Guatemala · Guinee · Guinee-Bissau · Guyana · Haïti · Honduras · Hongarije · Hongkong · Ierland · IJsland · India · Indonesië · Irak · Iran · Israël · Italië · Ivoorkust · Jamaica · Japan · Jemen · Joegoslavië · Jordanië · Kaaimaneilanden · Kaapverdië · Kameroen · Kazachstan · Kenia · Kirgizië · Koeweit · Kroatië · Laos · Lesotho · Letland · Libanon · Liberia · Libië · Liechtenstein · Litouwen · Luxemburg ·  Macedonië · Madagaskar · Malawi · Malediven · Maleisië · Mali · Malta · Marokko · Mauritanië · Mauritius · Mexico · Moldavië · Monaco · Mongolië · Mozambique · Myanmar · Namibië · Nauru · Nederland · Nederlandse Antillen · Nepal · Nicaragua · Nieuw-Zeeland · Niger · Nigeria · Noord-Korea · Noorwegen · Oeganda · Oekraïne · Oezbekistan · Oman · Oostenrijk · Pakistan · Palestina · Panama · Papoea-Nieuw-Guinea · Paraguay · Peru · Polen · Portugal · Puerto Rico · Qatar · Roemenië · Rusland · Rwanda · Saint Kitts en Nevis · Saint Lucia · Saint Vincent en Grenadines · Salomonseilanden · Samoa · San Marino · Sao Tomé en Principe · Saoedi-Arabië · Senegal · Seychellen · Sierra Leone · Singapore · Slovenië · Slowakije · Soedan · Somalië · Spanje · Sri Lanka · Suriname · Swaziland · Syrië · Tadzjikistan · Tanzania · Thailand · Togo · Tonga · Trinidad en Tobago · Tsjaad · Tsjechië · Tunesië · Turkije · Turkmenistan · Uruguay · Vanuatu · Venezuela · Verenigde Arabische Emiraten · Verenigde Staten · Vietnam · Wit-Rusland · Zaïre · Zambia · Zimbabwe · Zuid-Afrika · Zuid-Korea · Zweden · Zwitserland